# Carex pseudololiacea
Carex pseudololiacea är en halvgräsart som beskrevs av Friedrich Schmidt. Carex pseudololiacea ingår i släktet starrar, och familjen halvgräs. Inga underarter finns listade i Catalogue of Life.